# Сосновка (приток Луптюга)
Сосновка — река в России, протекает по Октябрьскому району Костромской области. Устье реки находится в 35 км от устья Луптюга по правому берегу. Длина реки составляет 12 км.
Исток реки расположен у нежилой деревни Ончутенки близ границы с Кировской областью в 30 км к юго-востоку от Боговарова. Река течёт на юго-запад, на берегах деревня Мальцевы. Впадает в Луптюг, по которому здесь проходит граница областей у деревни Заречана.

## Данные водного реестра
По данным государственного водного реестра России относится к Верхневолжскому бассейновому округу, водохозяйственный участок реки — Ветлуга от истока до города Ветлуга, речной подбассейн реки — Волга от впадения Оки до Куйбышевского водохранилища (без бассейна Суры). Речной бассейн реки — (Верхняя) Волга до Куйбышевского водохранилища (без бассейна Оки).
Код объекта в государственном водном реестре — 08010400112110000040830.